# Rivière du Bras Coupé
Rivière du Bras Coupé är ett vattendrag i Kanada.   Det ligger i provinsen Québec, i den sydöstra delen av landet, 130 km norr om huvudstaden Ottawa.
I omgivningarna runt Rivière du Bras Coupé växer i huvudsak blandskog. Runt Rivière du Bras Coupé är det mycket glesbefolkat, med 2 invånare per kvadratkilometer.